# Antonio Florian
Antonio Florian (Venezia, 21 marzo 1770 – 1838 o dopo il 1843) è stato un pittore e restauratore italiano.

## Biografia
Venne alla luce nella parrocchia di San Luca, figlio del pittore Francesco e di Anna Barbia.
Dal 1788 al 1791 frequentò la scuola di Francesco Maggiotto, assieme a Giovanni Carlo Bevilacqua, Giuseppe Pedrini, Jacopo Zatta e Antonio Vianello. In questo periodo il maestro realizzò l'Autoritratto con due allievi, in cui compaiono anche Florian e Pedrini.
Nel 1795 firmò e datò la pala per la parrocchiale di Camponogara, opera che denota la sua formazione accademica.

### Altre sue opere
Il catalogo delle opere del Florian si basa principalmente su quanto riferito da Giannantonio Moschini nelle varie ristampe della sua Guida per la città di Venezia. La prima opera ricordata è una Giuditta andata perduta, che gli valse la nomina ad accademico nel 1796. Nell'edizione del 1815 vengono citate anche San Gaetano, san Domenico e la beata Contessa Tagliapietra per chiesa veneziana San Maurizio (oggi nei depositi) e la Vocazione di san Vincenzo Ferrer per la chiesa di San Pietro di Murano; ma una nota manoscritta dell'autore aggiunge anche i Santi Antonio abate e Rocco per la parrocchiale di Melma (perduta), due tavole per l'oratorio dell'Anconetta (demolito nel 1855), di cui una conservata a Camponogara, e una "tavola per la Tesa" Maria Vergine e i santi Pellegrino e Domenico. Nell'edizione del 1819, infine, viene aggiunto il San Giobbe per l'omonima chiesa veneziana.
È firmata e datata 1834 la tela con la Madonna con Bambino, san Giorgio e san Liberale della parrocchiale di Oriago, dipinto che rimanda chiaramente alla scuola del Maggiotto e all'Accademia. Dello stesso periodo sono altre due opere citate dal Moschini nel 1842: la mezzaluna con il Padreterno squarciatore del Caos presso il basilica della Salute e una copia del Ritratto di Francesco Zaghis di Sebastiano Ceccarini, conservata nella Pinacoteca Manfrediniana del seminario di Venezia (entrambe sono infatti doni del pittore a questa istituzione).

### Attività come restauratore
Più che per la sua attività pittorica, il Florian è noto come restauratore. 
Il primo intervento noto fu eseguito sulla pala attribuita a Marco Basaiti, posta nella chiesa di San Zaccaria in sostituzione di quella del Bellini requisita dai Francesi. In seguito la sua attività in questo senso fu sempre più intensa. Nel 1815-16 partecipò al restauro di due delle tre tele di Tintoretto con le Storie di San Marco (Gallerie dell'Accademia), assieme a Giuseppe Baldassini e dietro le direttive di Pietro Edwards; il lavorò, di fatto, fu una manomissione delle opere perché ne ridusse le dimensioni e vi aggiunse degli elementi iconografici.
Nel 1817 Leopoldo Cicognara lo incaricò di operare sull'Assunta del Tiziano. In seguito venne citato attorno al restauro del San Giorgio che uccide il drago del Basaiti, conservato a San Pietro di Castello. Ai Santi Giovanni e Paolo restaurò anche un'opera del Bellini e l'Elemosina di Sant'Antonino di Lorenzo Lotto. A San Salvatore intervenne su un dipinto di Palma il Vecchio e ai Frari sull'Assunzione della Vergine di Giuseppe Salviati (già conservata ai Serviti).
Negli scritti dell'Edwards, direttore dei restauri a Venezia, si nota un certo biasimo nei confronti del Florian, il quale preferiva un restauro rapido e immediato anziché graduale. Questo disaccordo dovette limitarsi alle sole modalità di pulitura, e infatti nel 1818 lo stesso Edwards, proponendo la fondazione di una scuola di restauro, lo indicò come possibile insegnante.
Secondo Andrea Tessier morì a Venezia nel 1838; più recentemente Antonio Niero lo ha ritenuto ancora attivo nel 1843.